# Vouvry
Vouvry ist eine politische Gemeinde und eine Burgergemeinde des Bezirks Monthey im französischsprachigen Teil des Kantons Wallis in der Schweiz.

## Geographie
Das 33,54 km² grosse Gemeindegebiet umfasst im Wesentlichen einen Abschnitt der Rhoneebene im Osten und ein vom Bach Le Fossau durchflossenes Seitental und die anliegenden Gebirge im Westen. Ganz im Westen, an der Grenze zu Frankreich, befindet sich der Col de Verne (1814 m), welcher zu Fuss passiert werden kann und nach La Chapelle d’Abondance (F) führt. Nebst der Hauptsiedlung von Vouvry befindet sich in der zum Gemeindeterritorium gehörenden Abschnitt der Rhoneebene der Weiler Barges. Westlich des Hauptsiedlungsgebietes führt eine kurvenreiche Strasse zur Siedlung Vésenand, welche auf einer erhöhten Terrasse liegt und eine aussergewöhnliche Aussicht in Richtung Südosten auf das Rhonetal bietet. Die Strasse geht in westlicher Richtung weiter in das Tal und führt nach Miex und endet schliesslich in Le Flon. Von hier aus kann man zum Lac de Tanay aufsteigen.

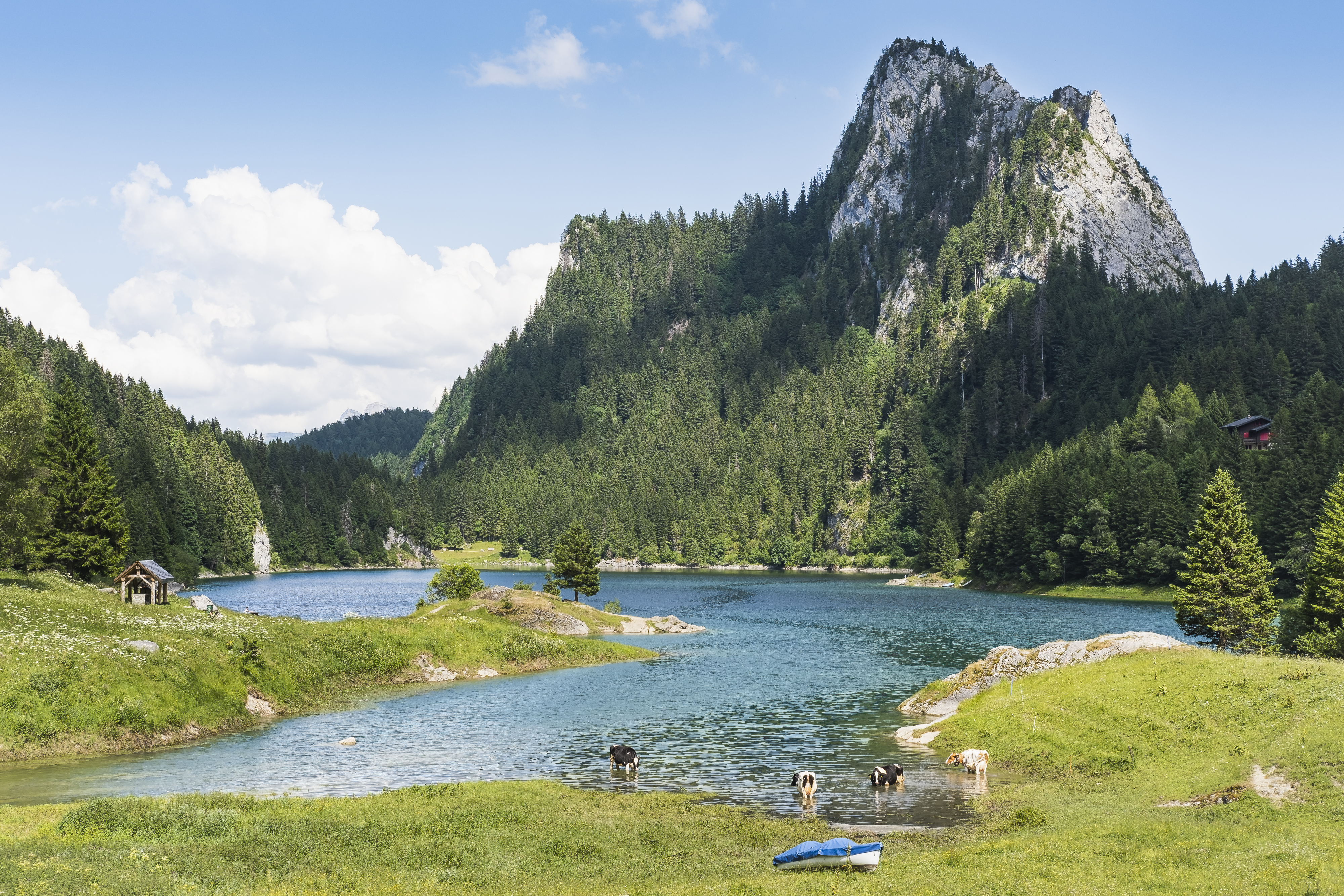
Lac de Tanay

In einer Talkehle, eingebettet zwischen steilen Felshängen und hohen Tannen, befindet sich der Lac de Tanay und der Weiler Tanay. Die idyllische Umgebung des Sees und die aussergewöhnliche Flora und Fauna (vor allem die am Ufergebiet vorkommenden Amphibien) sind von nationaler Bedeutung. Deshalb befindet sich an dieser Stelle seit den 1960er Jahren ein Naturschutzgebiet.

## Geschichte

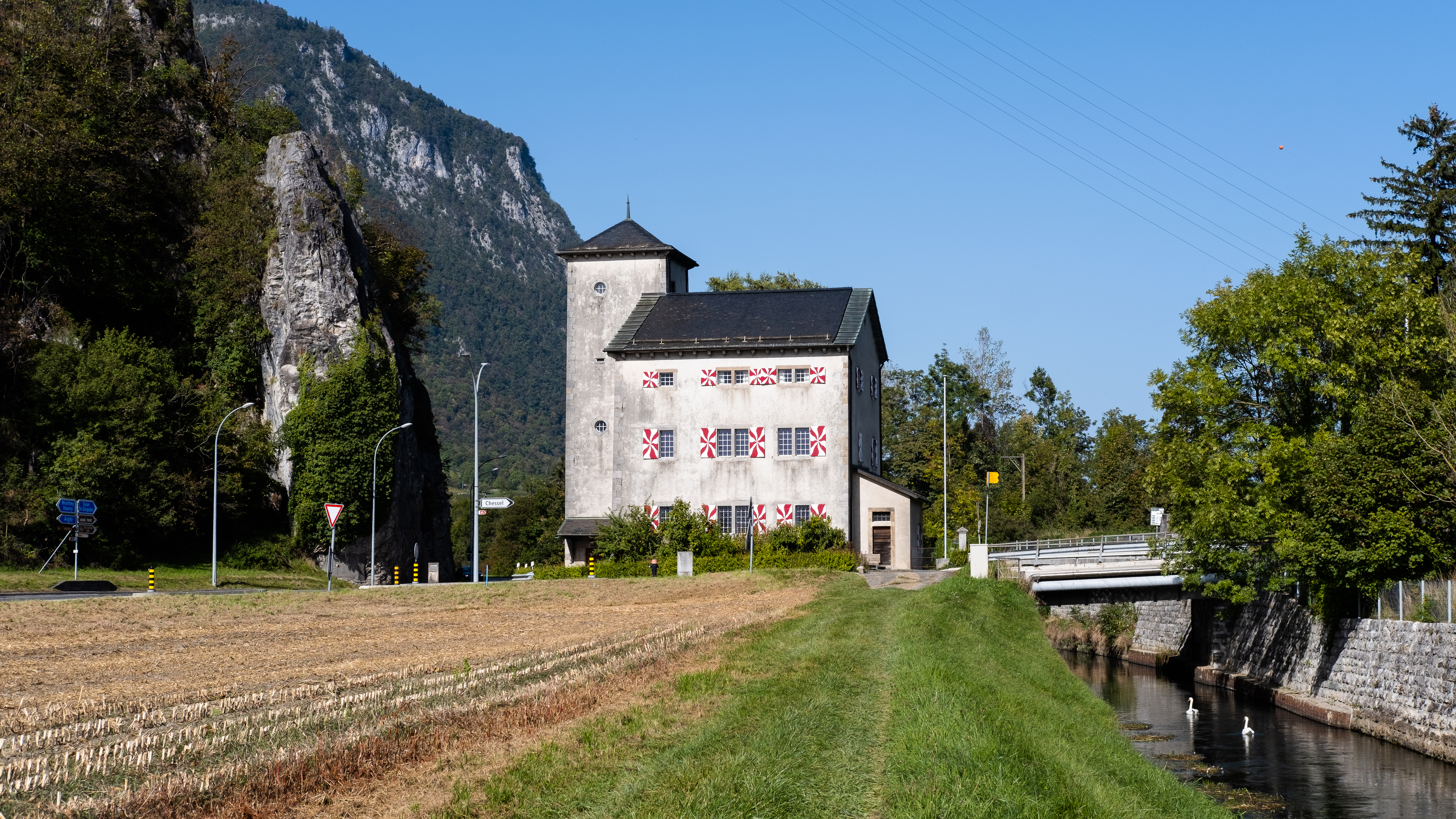
Die Engstelle von Porte du Scex mit der Burg

Luftbild (1971)

Bei Tanay befindet sich ein Felsvorsprung (Abri), unter dem 35'000 Jahre alte Siedlungsspuren gefunden worden sind. Im Jahr 1018 kam die Pfarrei Vouvry in den Besitz der Abtei von Saint-Maurice. Seit 1536 gehörte das Gebiet zur Wallis Landvogtei Monthey.
Erst 1798 schlossen sich Vouvry, Tanay und Miex zu einer Gemeinde zusammen.
Nördlich der Hauptsiedlung von Vouvry liegt die zwischen einem Bergvorsprung und der Rhone liegende Engstelle Porte du Scex. Vor allem früher war dieser Ort ein wichtiger Verkehrspunkt, da man von hier aus gegen Norden nach Le Bouveret (Port-Valais) und schliesslich nach Frankreich, gegen Osten über die Rhone nach Aigle oder nach Villeneuve VD-Vevey-Montreux und gegen Süden ins Wallis kommt (Monthey). Heute passiert neben der Kantonsstrasse auch die Eisenbahnlinie Evian-Saint-Maurice den Engpass von Porte du Scex.
Die erste Burg von Porte-du-Scex neben dem ehemaligen Tor wurde wahrscheinlich im Zeitraum des Hochmittelalters erbaut. Sie diente als Annahmestelle für die Zollgebühren, die bei der Passage bezahlt werden mussten. Die heutige Burganlage stammt grösstenteils aus dem späten 17. Jahrhundert und wird von der Gemeinde Vouvry verwaltet.
Die 1838 gebaute Holzbrücke über die Rhone von Porte-du-Scex nach Chessel wurde 1903 durch eine Eisenbrücke ersetzt.
Im Mai 1916 wurde der sozialistische Arbeiterverein Union ouvrière de Vouvry gegründet.
Hoch über dem Rhonetal steht das – 1999 ausser Betrieb genommene – Wärmekraftwerk Chavalon, das einzige Ölheizkraftwerk der Schweiz (Centrale Thermique de Vouvry).

## Bevölkerung
| Bevölkerungsentwicklung | Bevölkerungsentwicklung | Bevölkerungsentwicklung | Bevölkerungsentwicklung | Bevölkerungsentwicklung | Bevölkerungsentwicklung | Bevölkerungsentwicklung | Bevölkerungsentwicklung | Bevölkerungsentwicklung | Bevölkerungsentwicklung | Bevölkerungsentwicklung | Bevölkerungsentwicklung |
| ----------------------- | ----------------------- | ----------------------- | ----------------------- | ----------------------- | ----------------------- | ----------------------- | ----------------------- | ----------------------- | ----------------------- | ----------------------- | ----------------------- |
| Jahr                    | 1850                    | 1900                    | 1950                    | 2000                    | 2010                    | 2011                    | 2012                    | 2013                    | 2014                    | 2015                    | 2016                    |
| Einwohner               | 953                     | 1295                    | 1348                    | 2960                    | 3598                    | 3706                    | 3843                    | 3891                    | 3945                    | 3968                    | 4052                    |

## Wirtschaft
In Vouvry befindet sich die Firma Automation Industrielle SA (AISA), die Werkzeugmaschinen für die Kunststofftechnik herstellt.

## Sehenswürdigkeiten
- Canal Stockalper[8]

## Partnerschaften
- Bodnegg, Deutschland